# Carl Lönndahl
Carl Lönndahl, född 1988 i Stockholm, är en svensk entreprenör och podcastare. Han är son till TV-producenten Mikael Lönndahl och släkt med Lars och Per Lönndahl. 2015-2020 var han programledare för Whiskypodden och 2020 för podcasten Skål. 2018 släppte han dokumentärfilmen "Between Yeast and Stills: the story of Swedens first whisky" som vann pris för bästa dokumentärfilm på Gourmand Awards 2019.. Som entreprenör på Åland har han grundat Åland Distillery. Tillsammans med Daniel Dahlén är han programledare för Ålandspodden sedan 2021, där bland annat gäster som Robert Wells och Ulf Elfving medverkat. Lönndahl har en lång karriär på Nordnet i ett antal olika ledande befattningar.

## Priser och utmärkelser
2019: Gourmand Awards: Television awards. The history of Swedish Whisky (Carl Lönndahl)

## Produktioner i urval[15]
- Whiskypodden (2015-2020, programledare och producent)
- Fightsöndag (2017, producent)
- #Oandrasidan (2017-2018, producent)
- Source - en podd om tennis (producent)
- Between yeast and stills: the story of Swedens first whisky (2018, programledare och producent)
- Ålandspodden (2021-, programledare och producent)
- Värt att veta (2022, producent)